# Ayanta Barilli
Pour les articles homonymes, voir Barilli.
 (juin 2025).
Si vous disposez d'ouvrages ou d'articles de référence ou si vous connaissez des sites web de qualité traitant du thème abordé ici, merci de compléter l'article en donnant les références utiles à sa vérifiabilité et en les liant à la section « Notes et références ».
Ayanta Barilli, née le 17 février 1969 à Rome, est une journaliste et actrice italo-espagnole.

## Biographie
Ayanta Barilli est la fille de l'écrivain Fernando Sánchez Dragó et de la professeur d'histoire et philosophie Caterina Barilli. Elle passe son enfance à Rome. À la suite de la mort soudaine de sa mère, elle s'installe à l'âge de 12 ans à Madrid avec son père. Elle étudie la danse classique avec Víctor Ullate et l'art dramatique avec Zulema Katz et Dominic de Facio.
Elle commence sa carrière au cinéma en 1987 dans un film de Lamberto Bava, A cena con il vampiro. En 1999, elle joue dans un film de Bigas Luna, Volaverunt. Elle a aussi joué dans plusieurs pièces de théâtre et dans des séries de télévision.
En 2001, elle rejoint la chaîne de radio Cadena COPE où elle travaille avec Federico Jiménez Losantos.
Depuis 2009, elle dirige et anime deux émissions sur la station de radio esRadio ("EsAmor" et "EsSexo"). Elle tient un blog dans le quotidien digital El Español.

### Famille
Elle est mariée à Francis Ballesteros et a deux enfants.

## Filmographie
| Année | Film                            | Réalisateur            |
| ----- | ------------------------------- | ---------------------- |
| 1999  | Volavérunt                      | Bigas Luna             |
| 1994  | ¡Por fin solos!                 | Antonio del Real       |
| 1994  | Los peores años de nuestra vida | Emilio Martínez-Lázaro |
| 1991  | Amo tu cama rica                | Emilio Martínez-Lázaro |
| 1991  | Don Juan en los infiernos       | Gonzalo Suárez         |
| 1990  | Lo más natural                  | Josefina Molina        |
| 1990  | La settimana della sfinge       | Daniele Luchetti       |
| 1987  | A cena con il vampiro           | Lamberto Bava          |

## Publications
- Un año de amor, recueil des meilleures lettres d'amour lues dans son émission de radio, 2005.
- Pacto de sangre, livre sur les relations entre parents et enfants, en collaboration avec son père Fernando Sánchez Dragó, 2013.